# 950 (číslo)
Devět set padesát je přirozené číslo. Římskými číslicemi se zapisuje CML a řeckými číslicemi ϡν´. Následuje po čísle devět set čtyřicet devět a předchází číslu devět set padesát jedna.

## Matematika
950 je:
- Deficientní číslo
- Složené číslo
- Nešťastné číslo

## Astronomie
- (950) Ahrensa je planetka hlavního pásu, kterou objevil v roce 1921 Karl Wilhelm Reinmuth
- NGC 950 je spirální galaxie v souhvězdí Velryby

## Roky
- 950
- 950 př. n. l.